# Edward Gibbon
Pour les articles homonymes, voir Gibbon (homonymie).
Edward Gibbon, né le 8 mai 1737 à Putney et mort le 16 janvier 1794 à Londres, est un historien et homme politique britannique. Il est surtout connu pour son ouvrage Histoire de la décadence et de la chute de l'Empire romain.

## Biographie
Gibbon est né le 8 mai 1737 à Putney, un village près de la Tamise proche de Londres et aujourd'hui un quartier du borough londonien de Wandsworth. Son grand-père fit la fortune de la famille dans la South Sea Company et la perdit après l'explosion de la bulle spéculative dont elle faisait l'objet. Fils d'Edward et Judith Gibbon, il eut cinq frères et une sœur, tous décédés en bas âge. Seul à avoir atteint l'âge adulte, il se désignait lui-même comme un « enfant faiblard » dans ses mémoires. Sa mère mourut alors qu'il était âgé de 10 ans, après quoi il entra à la Kingston Grammar School et séjourna à la pension de sa « tante Kitty ». À l'âge de 14 ans, il fut envoyé par son père au Magdalen College (Oxford) où il s'inscrivit en tant que « gentleman commoner » (roturier de classe sociale élevée).
L'atmosphère de l'école ne s'accordait pas au caractère de Gibbon. Événement remarquable à l'époque, il se convertit au catholicisme romain le 8 juin 1753. Les controverses religieuses faisaient alors rage sur le campus d'Oxford et plus tard, son goût pour les sous-entendus ironiques lui fit dire qu'il était un « fanatique de la chicane religieuse ».
Peu après sa conversion, son père le retira d'Oxford et l'envoya chez Daniel Pavillard, un pasteur calviniste et précepteur à Lausanne habitant non loin de la Cathédrale, où Gibbon resta cinq ans. Ce temps passé à Lausanne laissera une marque profonde sur le caractère et la vie de Gibbon. Il se reconvertit très vite au protestantisme, mais, plus important, il y gagna le goût de l'étude et de l'érudition. Durant ce séjour, il apprit notamment la langue française et le grec, perfectionna ses connaissances du latin et étudia les écrits d'historiens anciens et modernes anglais, français, suisses et italiens,. De plus, il y rencontra l'amour de sa vie en la personne de la fille d'un pasteur, Suzanne Curchod, qui deviendra plus tard la femme de Necker et la mère de Madame de Staël. Son père s'opposa à ce mariage et intima au jeune Gibbon de retourner immédiatement en Grande-Bretagne. Gibbon aurait écrit : « J'ai soupiré comme un amant, j'ai obéi comme un fils. »
Peu après son retour en Grande-Bretagne, Gibbon publia son premier livre en 1761, Essai sur l’étude de la littérature. Il passa les années de 1759 à 1763 dans la milice du Hampshire. Ensuite, il s'embarqua pour un tour de l'Europe qui incluait la visite de Rome. C'est là que Gibbon conçut pour la première fois l'idée d'écrire sur l'histoire de l'Empire romain.

« C'était le 15 octobre, dans l'obscurité mystérieuse de la soirée, alors que j'étais assis à méditer sur le Capitole, tandis que des fidèles aux pieds nus chantaient leurs litanies dans le temple de Jupiter, que m'est venue la première conception de mon histoire. »

— Edward Gibbon, Memoirs of My Life
Durant ce voyage, il eut l'occasion de séjourner une deuxième fois à Lausanne entre le 25 mai 1763 et le 18 avril 1764. Il logea à cette occasion à la pension Crousaz de Mézéry, située à la rue du Bourg. Durant cette période il devint membre du Cercle de la rue du Bourg et étudia attentivement la géographie et la topographie de la Rome antique à travers Roma Vetus de Nardini et Italia Antiqua de Cluver.
En 1772, son père mourut, et bien que les affaires ne fussent pas florissantes, il restait néanmoins au jeune Gibbon de quoi s'installer confortablement à Londres. Il commença à écrire son histoire en 1773, et le premier volume de l'Histoire de la décadence et de la chute de l'Empire romain parut en 1776.
En 1783, des difficultés financières engendrées par son style de vie fastueux poussèrent Gibbon à accepter l'invitation de son ami de jeunesse Georges Deyverdun, et il s'installa une troisième fois à Lausanne, où il resta jusqu'en 1793. Deyverdun l'accueillit et le logea à la Grotte, une grande maison située au sud de la place Saint-François. Historien et intellectuel reconnu internationalement, il fréquentait régulièrement les théâtres, concerts et bals de la ville vaudoise et devint rapidement un figure incontournable de sa haute société. Esprit vif, il tissa plusieurs amitiés dont celles avec Catherine Charrière de Sévery et Samuel Auguste Tissot. Durant ce long séjour, il écrivit une grande partie de son œuvre majeure, et la Grotte devint son centre d'activité, pourvu de sa bibliothèque personnelle et d'un salon de discussion très fréquenté. En 1793, il rentra au Royaume-Uni, afin d'offrir son soutien à son ami John Baker Holroyd  qui venait de perdre brusquement sa femme. Virginia Woolf a consacré une nouvelle à cette amitié. 
La Grotte devint après la mort de Gibbon un lieu de pèlerinage pour de nombreux érudits anglais en visite à Lausanne. La maison fut démolie et remplacée par l'Hôtel des Postes de Saint-François en 1896.
Gibbon souffrait d'une maladie que l'on a identifiée comme étant une hydrocèle. Cette maladie des testicules lui causa gêne et douleur dans les dernières années de sa vie.
Cette inflammation chronique était particulièrement inconfortable à une époque où la mode était aux haut-de-chausses serrés. L'hygiène personnelle au XVIIIe siècle laissait en outre beaucoup à désirer. Gibbon fut très gêné par cette maladie humiliante qui l'empêchait de monter à cheval et entravait ses mouvements. Il subit vainement plusieurs opérations. Au début du mois de janvier 1794, la troisième déclencha une péritonite dont il mourut.

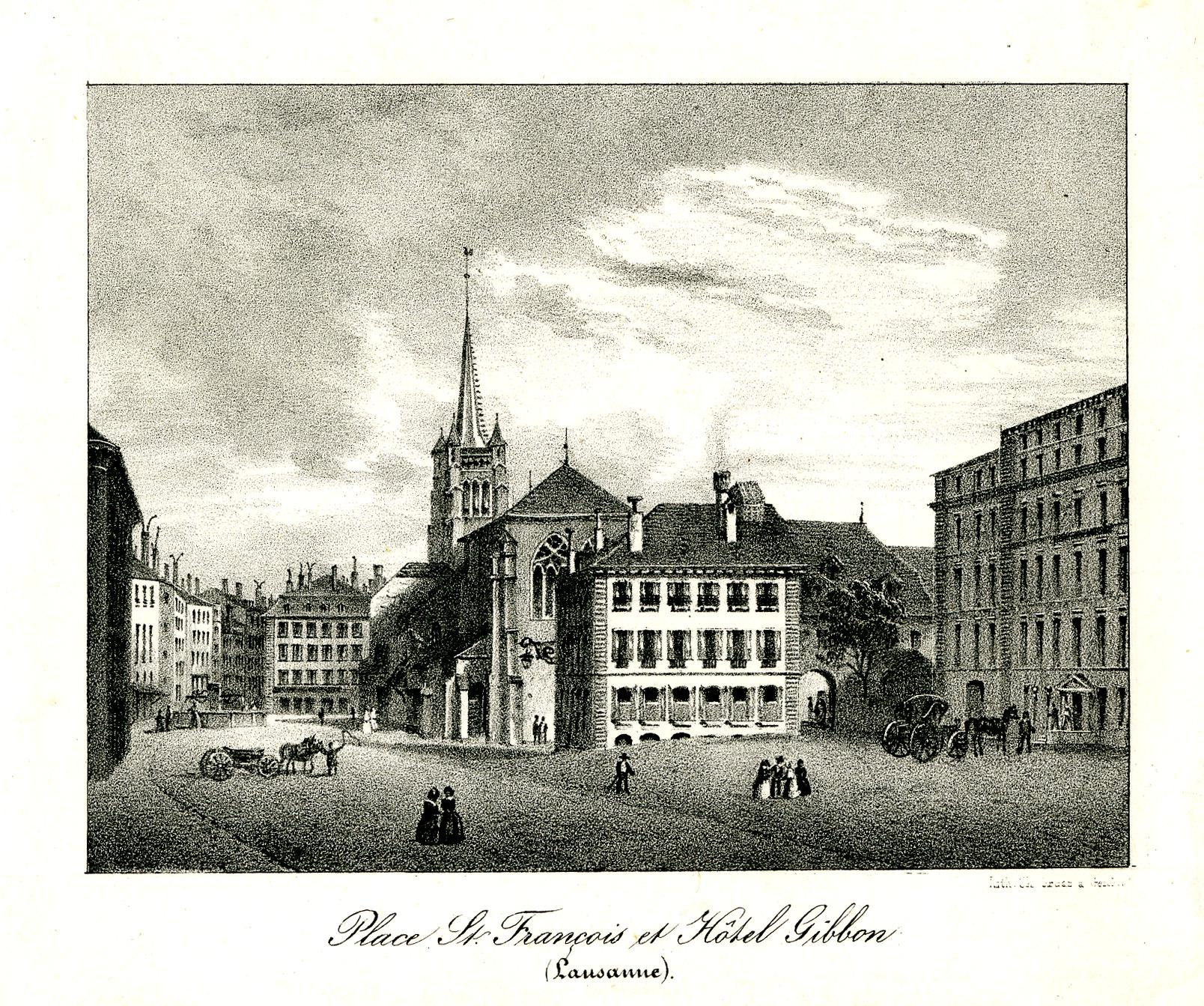
Vue de la place St. François à Lausanne, avec son église et l'Hôtel Gibbon. Lithographie.

Les sujets et écrits de Gibbon ont subi l'influence de Hieronymus Wolf et de sa conversion de 1753 (même s'il est revenu à la Réforme par la suite) : il emploie anachroniquement le mot « catholique » pour désigner le christianisme nicéen (alors qu'il décrit des événements antérieurs à la dislocation de L'Église du premier millénaire par la séparation des Églises d'Orient et d'Occident), il écrit que le général musulman Oqba a « mis fin à ce qui avait été autrefois la province romaine de Maurétanie tingitane » , occultant ainsi le rôle de l'exarchat de Carthage dans l'histoire du Maghreb (alors que les Berbères autochtones y jouèrent un rôle essentiel), il décrit l'Empire byzantin comme un État dégénéré et purement « grec » (dans le sens péjoratif du mot) n'ayant rien légué à l'Occident, et il attribue exclusivement à la civilisation arabo-musulmane la transmission vers l'Occident des savoirs antiques. 
Les idées ainsi que le style d'Edward Gibbon ont influencé bon nombre d'autres écrivains, dont Winston Churchill, et il fut un modèle pour Isaac Asimov dans l'écriture de son Cycle de Fondation.
Le premier Grand Hôtel de la ville de Lausanne, construit en 1839, sera nommé Hôtel Gibbon en son honneur, et sera construit en proximité de son ancienne maison dite la Grotte.

## Œuvres
- Essai sur l’étude de la littérature (1761).
- Histoire de la décadence et de la chute de l'Empire romain (volume I, 1776 ; volumes II et III, 1781 ; volumes IV, V et VI, 1788).
- A Vindication of Some Passages in the Fifteenth and Sixteenth Chapters of the History of the Decline and Fall of the Roman Empire (1779).
- Mémoire justificatif pour servir de réponse à l’exposé, &c de la cour de France (1779).
- Memoirs of My Life (1796, posthume, au début de Miscellaneous Works of Edward Gibbon, Esq., publié deux ans après la mort de Gibbon par son ami  John Holroyd, premier comte de Sheffield).
- Catalogue des livres de la bibliothèque d'Ed. Gibbon mise en vente à Lausanne, Lausanne, Samuel Delisle, 1833.

## Hommages
- (10334) Gibbon, astéroïde.
- Rue Edward-Gibbon, 1003 Lausanne
- Hôtel Gibbon, Place Saint-François, Lausanne[11]

### Sources
Fonds : Gibbon (Edward) (1737-1912) [0.50 mètre linéaire].  Cote : CH-000053-1 P Gibbon. Archives cantonales vaudoises (présentation en ligne).